# یاکوبا دیارا
یاکوبا دیارا (انگلیسی: Yacouba Diarra؛ زادهٔ ۳۰ نوامبر ۱۹۸۸) بازیکن فوتبال اهل مالی است.
از باشگاه‌هایی که در آن بازی کرده است می‌توان به باشگاه فوتبال ستاره ساحلی، باشگاه فوتبال الجرجیسی، باشگاه فوتبال حمام الانف، باشگاه ورزشی المعیذر، و باشگاه فوتبال انپی اشاره کرد.
وی همچنین در تیم ملی فوتبال مالی بازی کرده است.